# Arisaema

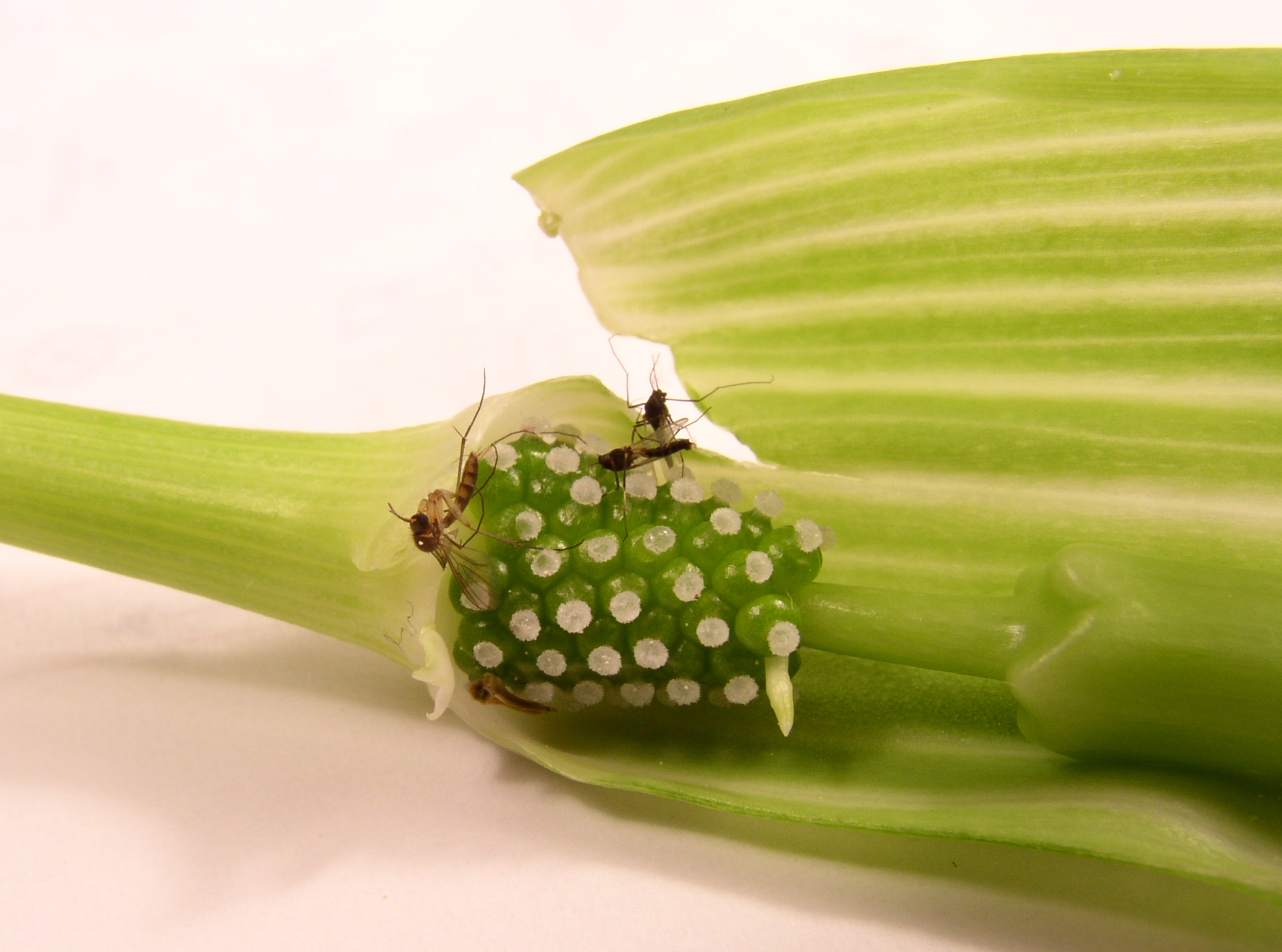
Inflorescencia femenina de Arisaema triphyllum con insectos atrapados, tribu Exechiini (3 mm) y subfamilia Orthocladiinae (2 mm).

Arisaema es un género de cerca de 150 especies en la familia Araceae, nativas de África del este y central, Asia y Norteamérica del este. Sus especies a menudo se llaman los lirios cobra, particularmente las especies asiáticas. Una especie familiar en Norteamérica es Arisaema triphyllum. Las inflorescencias atraen y atrapan insectos para efectuar la polinización, proceso llamado trampa de polinización.

## Taxonomía
El género fue descrito por Carl Friedrich Philipp von Martius y publicado en Flora 14: 459. 1831. La especie tipo es: Arisaema nepenthoides

## Selección de especies
| - Arisaema amurense - Arisaema anomalum - Arisaema asperatum - Arisaema uriculatum - Arisaema balansae - Arisaema bottae - Arisaema candidissimum - Arisaema ciliatum - Arisaema concinnum - Arisaema consanguineum - Arisaema cordatum - Arisaema costatum - Arisaema dahiense - Arisaema dilatatum - Arisaema drancontium - Arisaema elephas - Arisaema engleri - Arisaema erubescens - Arisaema filiforme - Arisaema fimbriatum - Arisaema flavum - Arisaema franchetianum - Arisaema galeatum - Arisaema griffithii - Arisaema heterophyllum - Arisaema jacquemontii - Arisaema kerrii - Arisaema kiushian - Arisaema laminatum - Arisaema leschenaultii - Arisaema lidaense - Arisaema limbatum - Arisaema lobatum - Arisaema lihenganum | - Arisaema maxwellii - Arisaema mayebarae - Arisaema nepenthoides - Arisaema omkoiense - Arisaema ostiolatum - Arisaema pencillatum - Arisaema petelotii - Arisaema prazeri - Arisaema putii - Arisaema propinquum - Arisaema ringens - Arisaema rhizomatum - Arisaema ringens - Arisaema robustum - Arisaema roxburghii - Arisaema sahyadricum - Arisaema saxatile - Arisaema sazensoo - Arisaema scortechinii - Arisaema serratum - Arisaema sikokianum - Arisaema speciosum - Arisaema sukotaiense - Arisaema ternatipartitum - Arisaema thunbergii - Arisaema tortuosum - Arisaema triphyllum - Arisaema umbrinum - Arisaema utile - Arisaema victoriae - Arisaema wardii - Arisaema watii - Arisaema yamatense - Arisaema yunnanense |